# Lyan Verburg
Lyan Verburg (Bodegraven, 20 augustus 1963) is een Nederlandse orthopedagoog. Tevens is zij orkestleider van het Jostiband Orkest.

## Loopbaan
Verburg studeerde in 1989 af als orthopedagoog aan de Universiteit van Leiden. Vanaf 1982 is Verburg in vaste dienst bij zorgorganisatie Ipse de Bruggen (voorheen Hooge Burch/De Bruggen). Eerst in de functie assistent-orkestleiding en vanaf 1996 vormde ze samen met Wim Brussen de tweekoppige orkestleiding. Na Brussens afscheid in december 2006 vervult zij deze functie alleen. Ze verzorgde in 2016 organisatie en uitvoering van de 50-ste verjaardag van de Jostiband in de Ziggo Dome.

## Onderscheidingen
In oktober 2013 werd Verburg benoemd tot ridder in de orde van Oranje Nassau. In februari 2014 ontving ze voor haar werkzaamheden en deelname van het Jostiband Orkest aan de Koningsvaart de inhuldigingsmedaille 2013.